# Lochgelly
Lochgelly, in gaelico scozzese: Loch Gheallaidh, è una città del Fife, Scozia, Regno Unito, situata nelle vicinanze di Cowdenbeath, con una popolazione, al censimento del 2001, di 6.749 abitanti.
Lochgelly è stata, dal 1830 agli anni 60 del XX secolo, un sito minerario basato sull'industria mineraria del carbone, ma con il declino di tale attività è entrata in una fase di recessione economica al pari degli altri siti minerari circostanti